# AGF-Allianz Golf Tour
L'Allianz Golf Tour était un circuit professionnel de golf existant de 2007 à 2012, qui regroupait des tournois français, dont l'open international de Toulouse, l'open international de Bordeaux, l'open international Stade français Paris, l'open des Volcans et le Masters 13. Ce circuit comprenait une douzaine tournois qui se tenaient entre mi-mai et mi-octobre. Trois de ces tournois faisaient partie du Challenge Tour, la deuxième division européenne, tandis que les autres figuraient au calendrier de l'Alps Tour, la troisième division.
Ce circuit national créé par la Fédération française de golf était, pour des raisons juridiques, placé sous le contrôle d'une SAS (Société Anonyme Sportive) filiale de la FFG à 90 %. Les 10 % restants étaient contrôlés par la PGA française.

## Palmarès
| Année | Ordre du mérite     |
| ----- | ------------------- |
| 2012  | Gareth Shaw         |
| 2011  | Agustin Domingo     |
| 2010  | Raymond Russell     |
| 2009  | Julien Xanthopoulos |
| 2008  | Julien Guerrier     |
| 2007  | Julien Quesne       |

## Calendrier 2008
- 23-26 avril : ALLIANZ Open Côtes d'Armor Bretagne (dotations : 140 000 €)
- 14-17 mai : Masters 26 Dijon-Bourgogne (50 000 €)
- 22-25 mai : Open International de Bordeaux (45 000 €)
- 6-8 juin : Open international du Haut-Poitou (40 000 €)
- 3-6 juillet : ALLIANZ EurOpen de Lyon (200 000 €)
- 10-13 juillet : Open International de Normandie (50 000 €)
- 28-31 août : ALLIANZ Trophée Preven's (65 000 €)
- 4-7 septembre : ALLIANZ Open de la mirabelle d'or (45 000 €)
- 11-14 septembre : Open international Stade français Paris (45 000 €)
- 2-5 octobre : ALLIANZ OPen de Toulouse (140 000 €)
- 9-12 octobre : Masters 13 (50 000 €)
- 30 octobre-2 novembre : ALLIANZ Championship de Barbaroux (70 000 €)